# 深澤日彩
深澤 日彩（ふかさわ ひいろ、2006年11月11日 - ）は、日本のアーティスト、女優、歌手、ダンサー。Lucky²のメンバー。

## 来歴
2021年7月から、ガールズ×戦士シリーズ第5作となる「ビッ友×戦士 キラメキパワーズ!」に紫守ユヅキ/キラパワムーン役で出演した。

## 人物
- EXPG STUDIO TOKYO 出身
- 趣味：ファッション研究、YouTube観賞、(音楽鑑賞）
- 特技：人の顔や名前を覚えること
- 好きな食べ物：サーモン、焼き芋、卵料理
- 好きな飲み物：キャラメルラテ
- 好きな漫画/アニメ：「ドラえもん」、「ちいさなプリンセス ソフィア」、「交響詩篇エウレカセブン」、「呪術廻戦」、「蒼穹のファフナー」、「忘却バッテリー」、「キングダム」、「機動戦士ガンダムSEED」、「HUNTER×HUNTER」、「賭博黙示録カイジ」
- 好きなYouTuber/インフルエンサー：むくえなちっく。、矢野桜、あまね
- 好きなスポーツ：バドミントン
- 好きなゲーム：「ディズニー ツムツム」、「マリオカート」、「荒野行動」
- 好きな映画：「センセイ君主」、「ハニーレモンソーダ」
- 好きな本：「Disney Princess 幸せをつかむことば」
- 好きな曲：清水美依紗「High Five」、NiziU「Joyful」、Kep1er「Wing Wing」、May J.「愛を感じて」
- 好きな絵文字：💗🫶🏽❤🥰
- 好きな動物：犬
- 好きなファッション：フェミニン×カジュアル系
- 憧れの人：堀田真由
- 座右の銘：「明日は明日の風が吹く」
- アーティストでなかったらやってみたい職業：女優業、プリクラのイメージモデル、雑誌モデル
- EXPG高等学院 東京校に在籍している
- 兄弟：姉と妹がおり、三姉妹の次女

## 出演

### テレビ
- ビッ友×戦士 キラメキパワーズ!（2020年7月26日 - 、テレビ東京） - 紫守ユヅキ/キラパワムーン 役
- おはスタ（2021年10月4日 - 2022年3月25日、テレビ東京） - おはガールfrom Lucky²
- リズスタ -Top of Artists!- - 第31話（2022年11月06日）紫守ユヅキ/キラパワムーン 役[1]

#### テレビアニメ
- ガル学。II 〜Lucky Stars〜（2022年、テレビ東京系列） - ヒイロ 役[2]
- ぷにるんず ぷに2（2024年10月20日予定、テレビ東京）

### 映画
- 劇場版 ポリス×戦士 ラブパトリーナ! ～怪盗からの挑戦！ ラブでパパッとタイホせよ！～（2021年5月21日） - 役

### ラジオ
- Lucky²のラッキートーク! （2022年9月29日-、文化放送）